# Hun roder med den danske sangskat
Hun roder med den danske sangskat er en dansk tv-serie udgivet i 2023 af DR hvor hver episode følger DR Big Bands chefdirigent Miho Hazama i en opgave med at arrangere en bigband-udgave af en kendt dansk sang.
Sangene i de fem programmer var udvalgt af Hans Ulrik og er Aksel Agerbys Jeg er havren, Gasolins Kloden drejer stille rundt, Egil Harders Den blå anemone, Thomas Laubs Det er hvidt herude og folkemelodien I skovens dybe stille ro.